# Shutter
Shutter (tailandês: ชัตเตอร์ กด ติด วิญญาณ Chattoe: Kot Tit Winyan; bra: Espíritos - A Morte Está ao Seu Lado) é um filme de terror sobrenatural tailandês de 2004, de Banjong Pisanthanakun e Parkpoom Wongpoom; estrelado por Ananda Everingham, Natthaweeranuch Thongmee e Achita Sikamana, o enredo gira em torno de misteriosas imagens que aparecem em fotos tiradas de câmeras. O filme foi um grande sucesso de bilheteria, tornando-se um dos filmes de terror mais reconhecidos tanto da Tailândia quanto mundialmente.
O filme teve alguns remakes, como em telugo intitulado Photo, em tâmil intitulado Sivi, em hindi intitulado Click e, em 2008, ganhou um remake americano de mesmo nome.

## Elenco
O elenco do filme é composto por:
- Ananda Everingham como Tun
- Natthaweeranuch Thongmee como Jane
- Achita Sikamana como Natre
- Unnop Chanpaibool como Tonn
- Chachchaya Chalemphol como mulher de Tonn
- Abhijati Meuk Jusakul como editor da revista
- Sivagorn Muttamara como Meng
- Kachormsak Naruepatr como Tee

## Recepção

### Bilheteria
O filme estreou em primeiro lugar nas bilheterias tailandesas, arrecadando US$ 867.800 e permaneceu no topo em seu segundo fim de semana, arrecadando US$ 607.300. O filme arrecadou um total de US$ 2.584.600 na Tailândia, tornando-se o quinto filme de maior bilheteria do ano.

### Resposta da crítica
No site agregador de críticas Rotten Tomatoes, 63% das 24 resenhas dos críticos são positivas, com uma classificação média de 5,50/10. O consenso do site diz: "Você pode ver Shutter e fechar de medo com este novo filme de terror japonês  [sic], mas sua abordagem é muito estereotipada para deixar uma impressão duradoura".
O filme foi indicado ao Golden Kinnaree Award de 2005 de Melhor Filme no Bangkok International Film Festival e ganhou vários prêmios em festivais menores ao redor do mundo. O filme foi especialmente bem recebido na Malásia, Tailândia e Singapura.
No Brasil, o site de Críticas Omelete atribuiu uma nota de 3.5/5.0, dando destaque para a direção do longa, que "tira leite de pedra" de um roteito já tradicional do estilo, assim como uma atuação que é sem destaque algum. Já o Guariento Portal atribuiu nota 8.7/10.0, no qual se assemelha em relação ao roteiro, fraco e já utilizado em outros filmes como o japonês Ju-On, mas que garante uma cartilha interessante do gênero, com um terceiro ato com um plot twist interessante.

## Remakes
Um remake homônimo estadunidense foi lançado em 2008, dirigido por Masayuki Ochiai e estrelado por Rachael Taylor e Joshua Jackson. A versão americana conta a história de um jovem casal passando a lua de mel em Tóquio, onde logo começam a ver imagens fantasmagóricas em suas fotografias. Ao contrário de sua versão original, o remake de 2008 foi recebido negativamente pela crítica.

Por volta de 2006, o filme também foi refilmado em idioma telugu, intitulado Photo. Por ser um filme discreto, apresenta algumas nuances, tendo como principal diferença o fato do protagonista não causar nenhum dano aos fantasmas que o perseguiam. No final, a fantasma fica sabendo do presente e o protagonista acaba se libertando da obsessão. A veterana Jayasudha faz o papel de mãe da menina (fantasma), que morreu e agora assombra o protagonista. Em 2007, foi refilmado em idioma tâmil intitulado Sivi. Um remake em idioma hindi do filme intitulado Click, estrelado por Shreyas Talpade e Sada, foi lançado em 2010.